# Opéra de Monte-Carlo
Opéra de Monte-Carlo är Monacos nationalscen för opera tillika ett konserthus och ligger i samma byggnad som Monacos berömda kasino. Den ägs och drivs av det statliga tjänsteföretaget Société des bains de mer de Monaco.
På 1870-talet tyckte fursten Karl III av Monaco att det borde finnas ett konserthus inom furstendömets gränser och beslutade att uppföra en i samma byggnad som kasinot. Den stod klar 1879 och ritades av den franska arkitekten Charles Garnier. Det var inte tänkt att konserthuset skulle vara för opera initialt trots att det förekom att operaföreställningar sattes upp där, detta ledde till att man 1898 bestämde sig för att renovera och anpassa lokalerna till just operan.
Monte Carlo-baletten uppträdde i operahuset mellan 1985 när den bildades av prinsessan Caroline av Hannover och 2000 när Grimaldi Forum Monaco invigdes, där de är sen dess.
Artister och operasångare som har uppträtt på operahuset är bland andra Jane Birkin, Carla Bruni, Enrico Caruso, Lana Del Rey, Pete Doherty, Plácido Domingo, Nellie Melba, Luciano Pavarotti, Prince och Patti Smith.

## Galleri

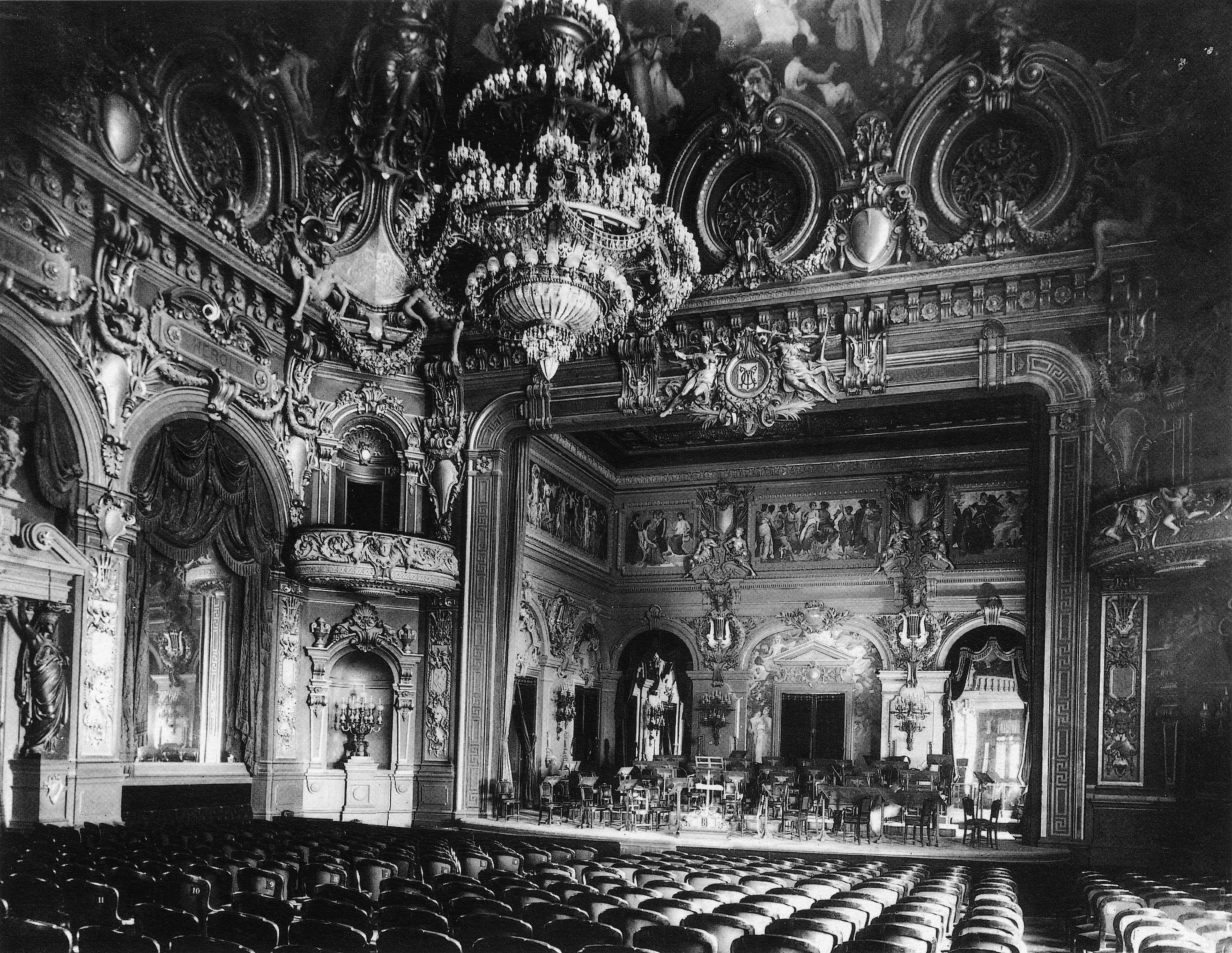
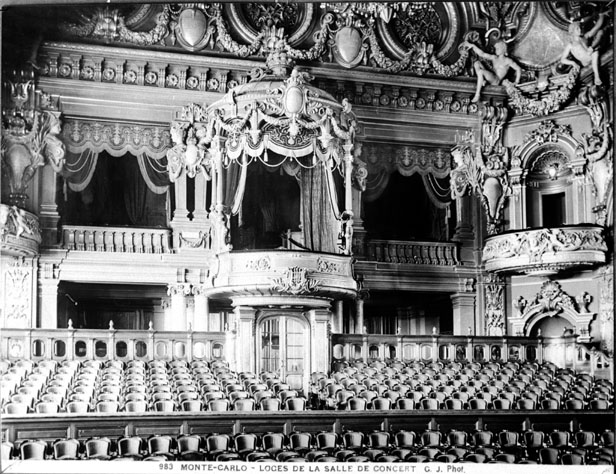
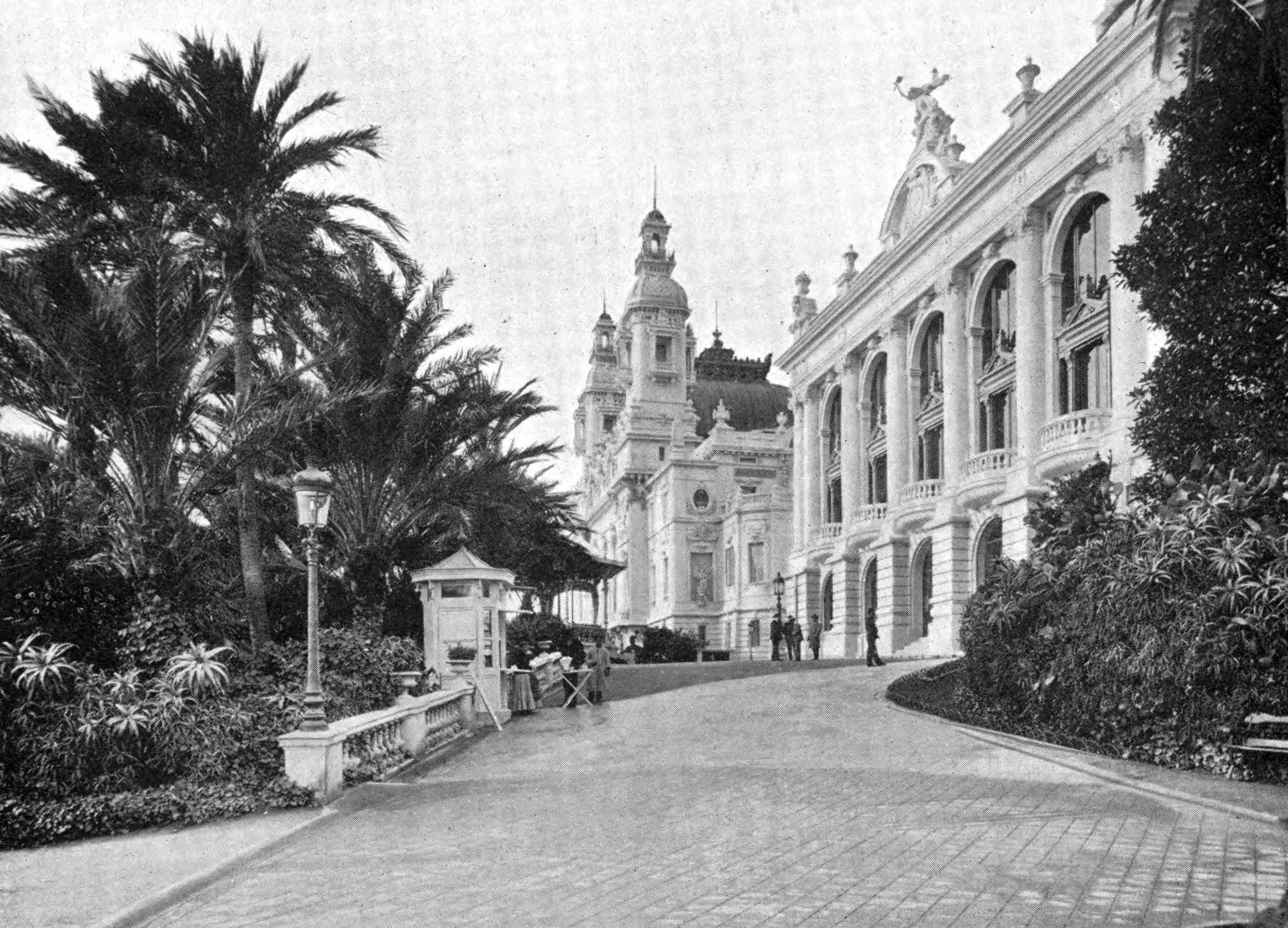
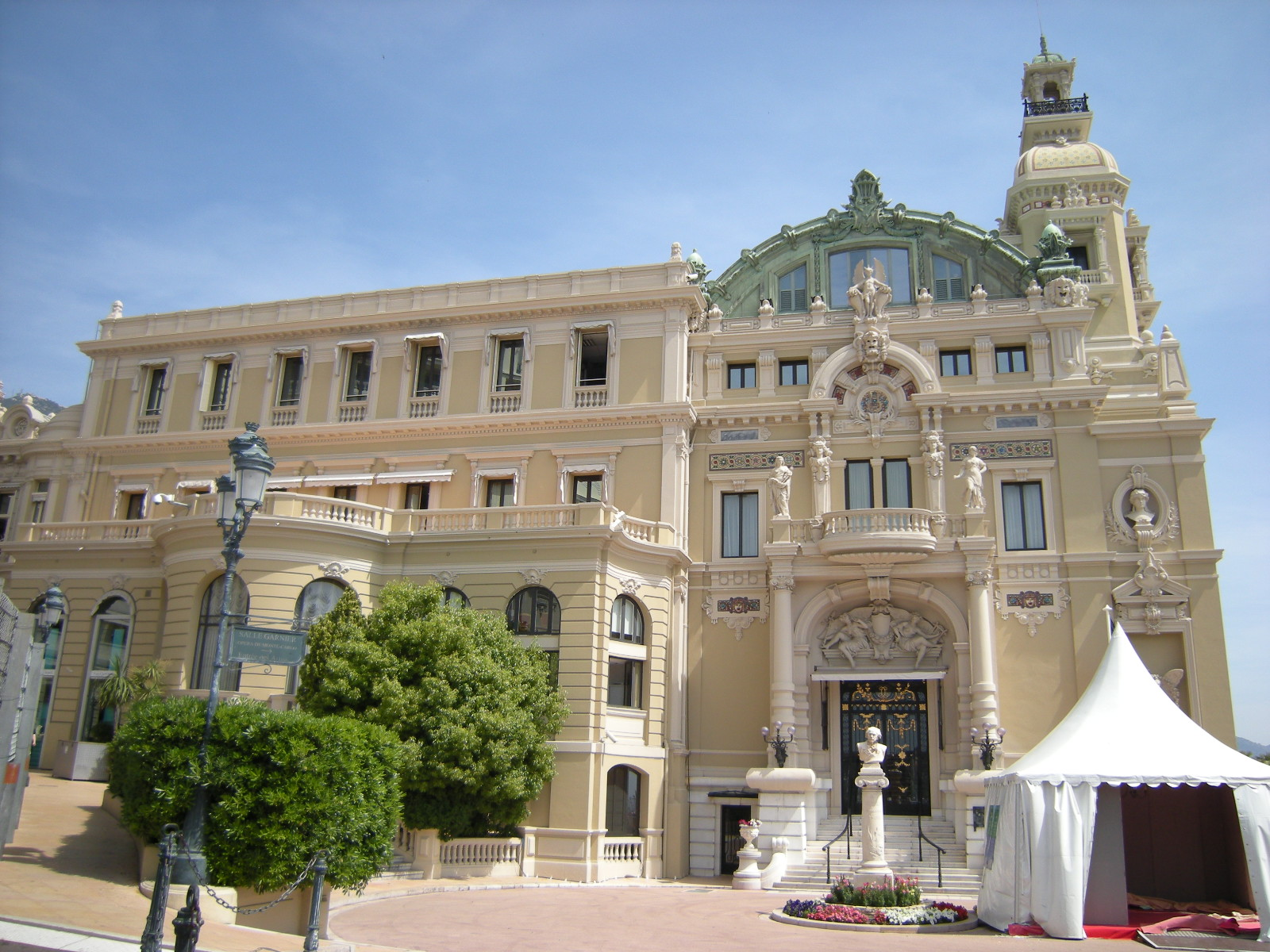